# Attributs des saints

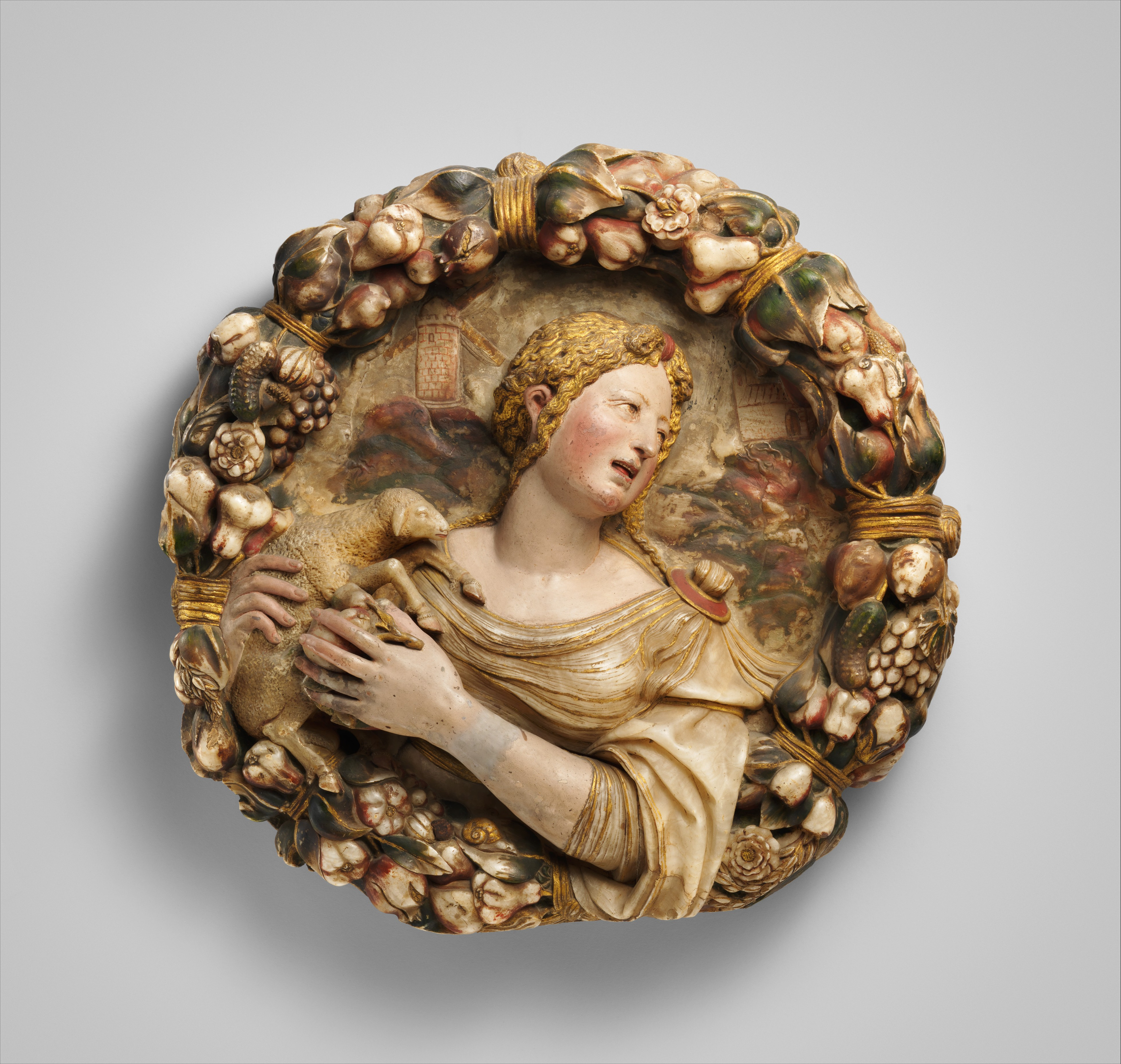
Sainte Agnès avec son agneau

On appelle attributs des saints des caractéristiques figuratives (objets, animaux) utilisées dans les représentations des saints chrétiens. Apparus vers le Ve siècle afin de permettre l'identification immédiate des représentations de saints (statues, illustrations, etc.), ces attributs se sont multipliés à la fin du Moyen Âge.
Afin de représenter les saints, les artistes emploient des attributs universels (auréole, nimbe, mandorle). Afin de distinguer ces personnages, ils les dotent d'attributs génériques et d'attributs spécifiques. Les attributs génériques s'appliquent à certaines catégories de saints : une palme et une couronne de laurier (martyrs), une tiare (papes, empereurs), un lis (vierges), une crosse (abbés), une mitre et une crosse (évêques), une épaisse robe (moines), une pèlerine, un bâton de marche et une coquille (pèlerins), une dalmatique (diacres), le livre des Évangiles (apôtres, évangélistes, diacres et Docteurs de l'Église), une couronne et un globe (Saints rois ou reines), un glaive ou une lance (saints militaires (en)), une tête coupée (céphalophores), un modèle d'église (saints fondateurs). Les attributs spécifiques ou individuels (liés à des données physiques, des éléments vestimentaires, des objets ou bien à des animaux associés à la vie des saints) permettent de reconnaître chaque personnage.
La liste des attributs spécifiques est très élémentaire : non seulement tous les attributs n'y figurent pas, mais encore ils peuvent, pour chacun d'eux, caractériser plusieurs saints. Il est parfois nécessaire de réunir plusieurs attributs pour identifier un saint : on se reportera à la page consacrée à chacun d'entre eux.
- Haut – A
- B
- C
- D
- E
- F
- G
- H
- I
- J
- K
- L
- M
- N
- O
- P
- Q
- R
- S
- T
- U
- V
- W
- X
- Y
- Z

## A
- Abeilles : Ambroise - Dominique - Rita de Cascia
- Agneau : Agnès - Agnès de Montepulciano - André Corsini - Christ - Geneviève - Jeanne d'Arc - Jean-Baptiste
- Aigle : Augustin - Jean l'Évangéliste - Jean de La Croix ; (étendant ses ailes pour protéger de la pluie) : Médard de Noyon
- Alênes (enfoncées sous les ongles des doigts) : Bénigne - Crépin et Crépinien
- Ampoule : Côme & Damien - Remi - Luc
- Ancre : Clément - Rose de Lima - Philomène
- Âne : Antoine de Padoue - Félix de Cantalice
- Ange : Gabriel - Matthieu - Michel - Raphaël - Roch - Françoise Romaine (ange gardien)
- Apparition de Jésus : Martin de Tours - François d'Assise
- Apparition de l'Enfant-Jésus : Antoine de Padoue - François d'Assise - Christophe - Stanislas Kostka
- Arbre : Jean Chrysostome - Benoît de Nursie - Christophe
- Armure : Martin de Tours - Théodore - Georges - Maurice - Michel - Jeanne d'Arc
- Aumône : Martin de Tours - Nicolas de Myre - Saint Yves - Élisabeth de Hongrie
- Auréole : attribut de tous les saints. Judas n’en a pas, ou elle est de couleur noire.

## B
- Bague (symbole du mariage mystique) : Catherine d'Alexandrie - Catherine de Sienne
- Balance : Maur - Michel
- Banderole : prophètes - apôtres
- Bannière : Félix de Valois - Georges - Jeanne d'Arc - Maurice - Michel - Ursule
- Baquet : Nicolas de Myre
- Barque : Pierre
- Barrette : Jean Népomucène
- Bâton : Christophe - François de Paule ; bâton de foulon : Jacques le Mineur - Jude - Antoine le Grand - Wendelin (saint catholique) - José de Anchieta
- Bêche : Fiacre (saint)
- Bénitier : Marguerite - Marthe
- Béquille : Antoine de Padoue - Maur
- Biche : Gilles
- Bœuf : Luc
- Bombarde : Barbe (sainte patronne des artilleurs)
- Bouche fermée avec un cadenas : Raymond Nonnat
- Bouclier : Georges - Michel - Louis
- Bougie : Brigitte de Suède
- Boules ou bourses (trois) : Nicolas de Myre
- Boulets et fers : Jean de Matha - Vincent de Paul - Félix de Valois
- Bourdon : Barnabé - François Xavier - Jacques le Majeur - pèlerins
- Bourse : Nicolas de Myre - Matthieu - Jean de Matha - Hommebon
- Bubon : Roch
- Bûcher : Agnès - Jeanne d'Arc
- Bure : François d'Assise - Antoine de Padoue

## C
- Calice : Bruno - Barbe - Jean Apôtre - Richard de Chichester - Thomas d'Aquin
- Cathédrale : Étienne
- Ceinture : Thomas
- Cerf : Hubert - Eustache de Rome
- Chaînes : Léonard
- Chameau : Ménas - Aphrodise de Béziers
- Chapelet : Alphonse de Liguori - Dominique de Guzmán
- Chaudron : Cyr de Tarse (un chaudron rempli de poix brûlante a été l'instrument de son martyre)
- Cheval : Antoine de Padoue - Félix de Cantalice - Martin de Tours - Georges - Hubert - Éloi de Noyon (ferré) - Galmier
- Chevalet : Luc
- Chevelure : Agnès - Marie-Madeleine - Marie l'Égyptienne - Roch - Onuphre
- Chien : Roch (portant un pain) - Dominique de Guzmán (noir et blanc tenant une torche dans sa gueule) - Christophe (homme à tête de chien, anciennes traditions orientales)
- Cierge : Geneviève
- Clef : Pierre - Geneviève - Cunera
- Cloche : Paulin de Nole - Mungo de Glasgow - Théodule - Pierre de Betancur
- Clochette : Antoine le Grand - Benoît de Nursie
- Clous : Philomène - Hélène - Cyr - nombreux saints en Catalogne (plantés dans la tête, iconographie catalane)
- Cochon : Antoine le Grand
- Cœur (en flammes) : Augustin d'Hippone - François Xavier
- Colombe : Ambroise de Milan - Grégoire - Remi de Reims - Thomas d'Aquin - Augustin d'Hippone
- Communion : Ignace de Loyola - Stanislas Kostka - Charles Borromée
- Coq : Pierre
- Coquille ou pétoncle : François Xavier - Jacques le Majeur - pèlerins - Augustin d'Hippone (enfant avec une coquille)
- Cor de chasse : Hubert - Eustache
- Corbeau : Benoît de Nursie
- Corbeille de fruits : Dorothée
- Corde : Charles Borromée - Jean de Dieu
- Outils de cordonnier : Crépin et Crépinien
- Couronne : rois, reines et martyrs
- Couronne d'épines : Agnès - Louis - Jean de Dieu - Catherine de Sienne - Rita de Cascia
- Couronne de fleurs : Dorothée - Rose de Lima (roses)
- Couteau : Barthélemy
- Crâne : Jérome - Marie l'Égyptienne
- Crocodile : Bertrand de Comminges
- Croix : Thérèse de Lisieux
- Croix en T : Antoine le Grand
- Croix en X : André
- Croix inversée : Pierre
- Croix rouge : Georges
- Crosse épiscopale : Gertrude - Évêques
- Crucifix : Jean Népomucène - Thérèse de Lisieux - Marguerite - José de Anchieta
- Cygne : Hugues d'Avalon

## D
- Dalmatique : Étienne protomartyr - Laurent - Gervais et Protais - et tous les diacres : Philippe, Prochore, Nicanor, Timon, Parménas, Nicolas, Sixte II et ses quatre diacres martyrs, Laurent, Vincent, Ephrem, François d'Assise, Idunet.
- Dent : Apolline
- Dragon : Georges - Marguerite - Marthe - Michel - Tugdual - Maclou - Vigor de Bayeux pour une liste complète voir Liste des saints sauroctones

## E
- Échelle : Barthélemy
- Église sur la main : Clotilde - fondateurs d'église ou patrons de diocèse
- Enclume : Éloi (devant Saint Éloi, Jésus (ou Éloi lui-même) ferra un cheval en lui coupant la jambe et en la lui recollant) ; Galmier (saint patron des forgerons), fait l’objet d’une légende identique.
- Enfant : Augustin d'Hippone - Hilaire de Poitiers - Antoine de Padoue
- Enfant dans un baquet : Nicolas de Myre
- Entrave : Léonard de Noblat
- Épée : Catherine d'Alexandrie - Matthieu - Pancrace - Paul - Stanislas de Szczepanów - Julien l’Hospitalier
- Équerre : Joseph - Jude - Thomas
- Étoile : Jean Népomucène (5) - Dominique
- Étole : Jean Népomucène - Hubert de Liège (un cerf, tenant une étole avec l'image d'une croix, lui était apparu alors qu'il participait à une chasse) - Louis d'Anjou (représenté avec une étole richement décorée de scènes figuratives) - Cunera

## F
- Faucon : Julien l'Hospitalier
- Flammes : Agnès
- Flèche(s) : Edmond d'Est-Anglie - Gilles - Sébastien - Ursule
- Fleurs : Fiacre - Élisabeth de Hongrie - Dorothée - Germaine de Pibrac
- Fouet : Ambroise de Milan - Remi de Reims
- Fruits : Dorothée
- Fuseau : Anne - Geneviève de Paris

## G
- Galero rouge (chapeau cardinalice) : Jérôme
- Géant avec Jésus-Christ : Christophe
- Glaive traversant le cou : Lucie - Cécile
- Gril : Blandine - Foy - Laurent - Juliette - Vincent

## H
- Habitation en flammes : Florian
- Hache : Barthélemy - Matthieu - Olaf de Norvège - Thibaut de Provins - Wolfgang
- Harpe : Cécile - David
- Herse : Blaise
- Homme avec ailes : Matthieu
- Hostie : Saint Yves (un pauvre lui a demandé l'aumône, et il lui a donné une hostie)[3] - Barbe
- Houlette : Geneviève de Paris - Pierre

## I
- Intestins autour d'un cabestan : Érasme de Formia (saint Elme) - Pantaléon

## J
- Jambe noire : Côme et Damien, médecins, greffent la jambe d’un Maure à un patient blanc.

## L
- Lance :

L'instrument de leur martyre, pour Thomas l'apôtre et (tenu par un roi nordique) : Knut de Danemark[réf. nécessaire]
La Sainte-Lance pour Longin le Centurion
Lance des bergers des Canaries pour Pierre de Betancur
- Lion : Daniel - Jérôme de Stridon ; (avec un livre ouvert) : Marc ; Mammès de Césarée
- Livre : Anne - Jérôme de Stridon - Barbe - Antoine de Padoue - Albert le Grand - Ambroise de Milan - Ange de Jérusalem - Antoine le Grand - Augustin d'Hippone - Barnabé - Bernard de Clairvaux - Boniface de Mayence - Brigitte de Suède - Catherine de Sienne - Daniel Brottier - José de Anchieta
- Loup: Hervé - Vaast - Remacle
- Lys : Joseph - Casimir de Pologne et Lituanie - Antoine de Padoue (lys blanc) - Saint Dominique de Guzmán

## M
- Manteau (coupé en deux) : Martin ; (servant de voile sur la mer) : Raymond de Penyafort
- Marteau : Joseph
- Meule (attachée au cou) : Vincent martyr ; Cyprien
- Mitre : Janvier de Bénévent - Abbés ou évêques
- Monastère : Begge d'Andenne
- Mulet : Antoine de Padoue - Félix de Cantalice

## N
- Navette (outil de tisserand) : Eutrope de Saintes
- Nimbe crucifère : Christ

## O
- Œufs (casses) : Swithun
- Oies : Cerbone (en)
- Olivier : Barnabé
- Onguent : Marie-Madeleine
- Orgue : Cécile
- Ours : Aventin de Larboust - Martin de Tours - Vaast - Corbinien

## P
- Pallium : Paul
- Palme : Pancrace ; tous les saints martyrs
- Parfum : Matthieu - Madeleine
- Peau humaine : Barthélémy
- Peigne à carder : Blaise
- Pelle : Fiacre - Maur
- Pelle de boulanger : Honoré
- Pierre(s) : Étienne ; trois pierres sur un livre : Liboire du Mans.
- Pinceau : Luc
- Pinces : Dunstan de Cantorbéry
- Plaie (sur la cuisse) : Roch de Montpellier
- Plume : Brigitte de Suède ; Tryphon de Lampsaque
- Poisson : André - Pierre - Ulrich d'Augsbourg ; (avec une bague dans sa bouche) : Mungo de Glasgow ; (avec une clef dans sa bouche) : Bennon de Meissen
- Pont : Swithun
- Poteries : Juste et Rufine de Séville

## R
- Robe d'abbesse : Odile de Hohenbourg
- Rose : Thérèse de Lisieux, Rita de Cascia, Dorothée de Césarée, Casilde, Élisabeth de Hongrie, Rose de Lima
- Roue, munie de dents, et généralement brisée : Catherine
- Rouge-gorge : Mungo de Glasgow

## S
- Sanglier (enfant chevauchant un) : Cyr de Tarse
- Sceptre : Édouard le Confesseur ; rois et reines
- Scie : Isaïe - Cyr
- Seins (sur un plateau) : Agathe
- Serpents (têtes au bout de la crosse en équerre de sa canne (pour symboliser le nicolaïsme et le simonisme combattus) : Jean Gualbert
- Simiots (créatures simiesques) : Abdon et Sennen
- Stigmates : François - Rita de Cascia - Padre Pio

## T
- Tarasque : Marthe
- Taureau (avec un livre ouvert) : Luc
- Tenailles : Apolline
- Tête coupée : Denis, Nicaise et autres saints et saintes céphalophores
- Tour : Barbe
- Trident : Mammès de Césarée

## V
- Vase à parfums : Madeleine

## Y
- Yeux (sur un plateau) : Lucie - Odile